# Voronțivka, Nova Odesa
Voronțivka (în ucraineană Воронцівка) este localitatea de reședință a comunei Voronțivka din raionul Nova Odesa, regiunea Mîkolaiiv, Ucraina.

## Demografie
Componența lingvistică a localității Voronțivka
     Ucraineană (83,33%)
     Rusă (12,93%)
     Română (2,04%)
     Belarusă (1,36%)
Conform recensământului din 2001, majoritatea populației localității Voronțivka era vorbitoare de ucraineană (83,33%), existând în minoritate și vorbitori de rusă (12,93%), română (2,04%) și belarusă (1,36%).